# 戸村精肉本店
株式会社戸村精肉本店（とむらせいにくほんてん）は、宮崎県日南市に本社を置き、スーパーマーケットやレストランの経営を手掛ける企業。リテールパートナーズのグループ企業であり、マルミヤストアの100%子会社。

## 概要
1965年に創業し、1972年に法人へ改組。子会社に焼肉のたれでは宮崎県ではシェア1位を誇る株式会社戸村フーズを持つ。
当初は精肉店を手掛けていたが、1984年、スーパーマーケット事業に進出。日南市内にて「スーパーとむら」の屋号で4店舗を展開している。
2021年3月23日、リテールパートナーズは南九州でのドミナント（集中出店）戦略の一環として、同日付で子会社のマルミヤストアが戸村精肉本店と戸村フーズの全株式を取得したことを発表。同日付で、戸村精肉本店と戸村フーズはマルミヤストアの完全子会社となった。社長はマルミヤストアの社長が兼務する他、事業形態も維持される。戸村フーズが製造・販売を手掛けている焼肉のたれに関しても、リテールパートナーズへ供給する事も視野に入れている。

## 沿革
- 1965年11月 - 創業。
- 1972年9月9日 - 有限会社戸村精肉本店として法人へ改組。
- 1984年8月 - スーパーとむら1号店として、木山店を開業。
- 1990年7月17日 - 株式会社戸村フーズを設立。
- 1998年5月 - もみじの里とむらを開業（2020年閉店）。
- 2012年11月 - スーパーとむら木山店を移転する形で、スーパーとむら油津店を開業。
- 2019年3月 - 株式会社へ改組し、株式会社戸村精肉本店へ商号変更。
- 2021年3月23日 - 株式譲渡に伴い、マルミヤストアの完全子会社となる。

## 店舗
日南市内において、「スーパーとむら」を4店舗運営している他、堀川レストランとむらの運営も行っている。スーパーとむらの詳細は店舗紹介を参照。